# Hiéville
Hiéville ist eine Ortschaft im französischen Département Calvados in der Normandie. Sie war eine eigenständige Gemeinde und umfasste 4,77 km². Mit Wirkung vom 1. Januar 2017 ging sie in der Commune nouvelle Saint-Pierre-en-Auge auf. Seither ist sie eine Commune déléguée. Nachbargemeinden waren Thiéville im Nordwesten, Bretteville-sur-Dives im Norden und im Nordosten, Boissey im Osten, Mittois im Südosten, L’Oudon im Süden und Saint-Pierre-sur-Dives im Südwesten und im Westen.

## Bevölkerungsentwicklung
| Jahr      | 1962 | 1968 | 1975 | 1982 | 1990 | 1999 | 2008 |
| --------- | ---- | ---- | ---- | ---- | ---- | ---- | ---- |
| Einwohner | 218  | 243  | 248  | 265  | 259  | 253  | 293  |